# Edgar Wutzdorff
Edgar Wutzdorff (* 18. März 1855 in Darkehmen, Ostpreußen; † 1923) war ein deutscher Sanitätsoffizier und Medizinalbeamter.

## Leben
Wutzdorff, Sohn eines Kreisgerichtsrats, war Zögling an der Ritterakademie Liegnitz und dort Primus Omnium. Dann studierte er ab 1872 Medizin am Medicinisch-chirurgischen Friedrich-Wilhelm-Institut. Er schloss sich dem Pépinière-Corps Franconia an. 1876 wurde er an der Friedrich-Wilhelms-Universität zu Berlin zum Dr. med. promoviert. In der Preußischen Armee war er zuletzt Stabsarzt und Bataillonsarzt im Infanterie-Regiment von der Marwitz (8. Pommersches) Nr. 61 in Thorn. Von August 1892 bis Mai 1894 war er zum Kaiserlichen Gesundheitsamt kommandiert. Er schied 1894 aus dem aktiven Dienst aus. Als Medizinalbeamter im Kaiserlichen Gesundheitsamt wurde er Geh. Regierungsrat und Direktor. Er saß im Reichsgesundheitsrat und befasste sich mit der Bekämpfung von Seuchen (Cholera, Influenza) und der Gewerbehygiene.